# Simca 5
 (avril 2023).
Si vous disposez d'ouvrages ou d'articles de référence ou si vous connaissez des sites web de qualité traitant du thème abordé ici, merci de compléter l'article en donnant les références utiles à sa vérifiabilité et en les liant à la section « Notes et références ».
La Simca 5 est une automobile franco-italienne conçue par Fiat et produite par les constructeurs Simca et Fiat de 1936 à 1948. Elle est la version française de la  Fiat 500 Topolino A (petite souris, et aussi nom de Mickey, en italien) commercialisée en Italie.

## Histoire

### La Fiat 500 Topolino
La légende veut que l'idée première de cette mini voiture vienne du dictateur fasciste italien Benito Mussolini, alors au pouvoir en Italie. En 1930, le Duce avait convoqué le sénateur du royaume d'Italie, Giovanni Agnelli, fondateur de FIAT, pour l'informer de l'« urgente nécessité » de motoriser les Italiens avec une voiture économique dont le prix ne devait pas dépasser cinq mille lires.
Cette idée eut un tel effet, et servit si bien la propagande du parti fasciste, qu'Hitler, à peine nommé au poste de chancelier en Allemagne, la fit sienne et, convoquant Ferdinand Porsche, lui intima l'ordre de réaliser une automobile dont le prix ne devait pas dépasser mille marks. De ces exigences sont nées la Fiat 500 Topolino en Italie et la VW Coccinelle en Allemagne.
C'est au milieu de l'été 1931 que le prototype de la nouvelle Fiat 500 à traction avant fut prêt pour effectuer son premier essai avec, à son bord, le pilote d'essai, son concepteur et le sénateur Agnelli, impatient de pouvoir vérifier les qualités du véhicule et de télégraphier la nouvelle au Duce. La voiture sortit de l'usine du Lingotto et parcourut tranquillement plusieurs kilomètres, mais, dans la montée du Cavoretto, un début d'incendie provenant du moteur obligea tous les occupants à mettre précipitamment pied à terre. L'incident était dû à une simple fuite de carburant, mais le sénateur Agnelli décida que FIAT ne s'aventurerait jamais à construire des automobiles à traction avant. L'ingénieur Lardone, chef du projet, fut licencié sur-le-champ.
Dante Giacosa prit la direction du projet et, quelques mois plus tard, présenta un nouveau projet qui reprenait les lignes générales de la Fiat 508 Balilla, mais en dimensions réduites. Le projet fut validé par le comité de direction de Fiat, et le premier prototype définitif fut présenté et essayé le 7 octobre 1934 à Turin, atteignant la vitesse de 82 km/h sur un tronçon de l'autoroute Turin-Milan. D'abord baptisée Topolino, la nouvelle voiture est plus simplement appelée Fiat 500. Mais ce surnom lui colle à la peau et reste à jamais gravé dans toutes les mémoires comme la Fiat 500 Topolino.

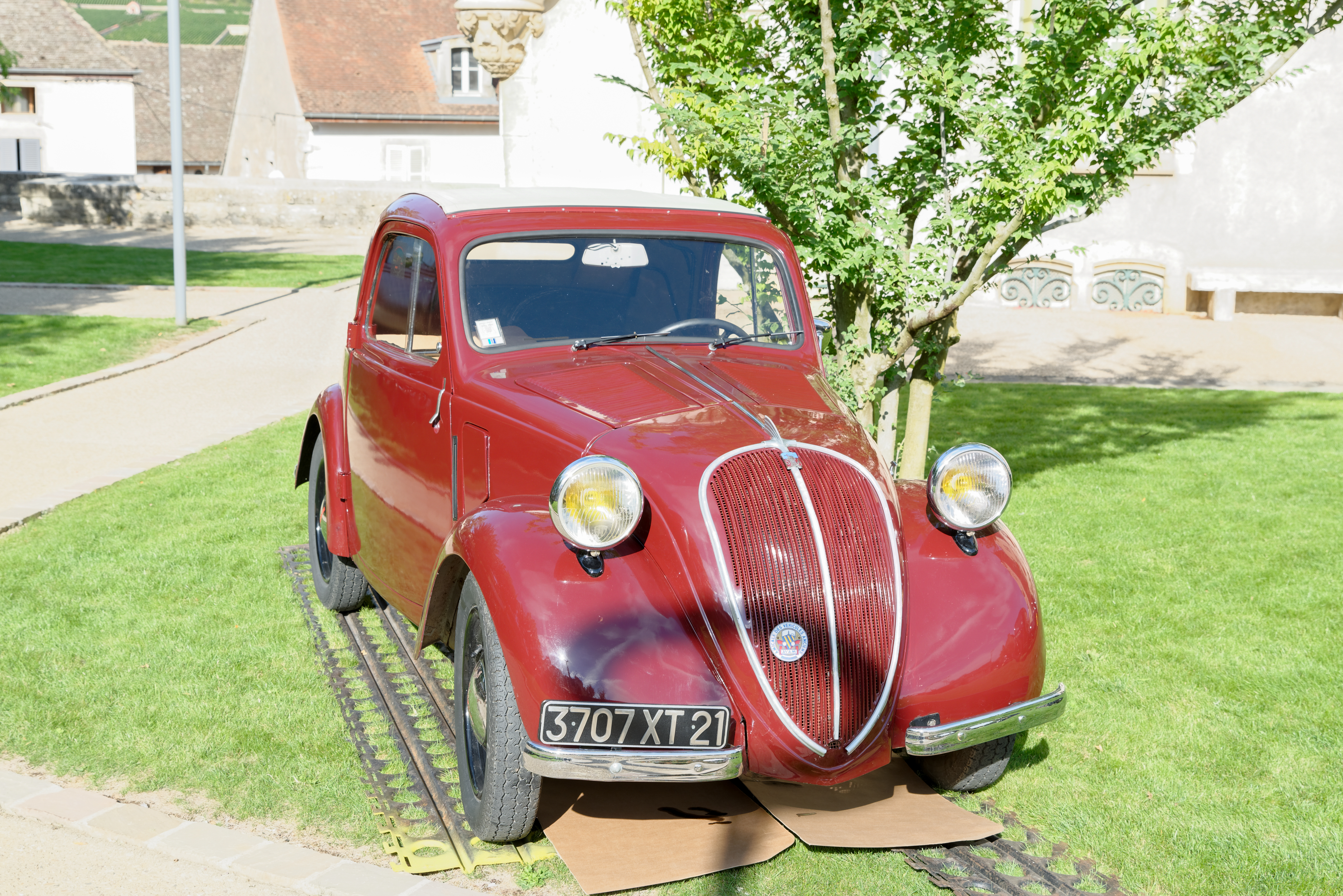
Simca 5. Photo prise lors du 50e anniversaire du film La Grande Vadrouille, devant l'hôtel de ville de Meursault, Côte-d'Or, France en 2016.

Les conditions politiques de l'époque conduisirent la direction de Fiat à ne présenter officiellement au Duce la voiture que le 10 juin 1936, alors que la fabrication avait débuté bien avant et que les plans et exemplaires de pré-série avaient été envoyés en France pour la mise au point de la Simca 5, son clone français.

### La Simca 5
La Simca 5 est une petite automobile populaire biplace « à moins de 10 000 francs » (9 900 francs), version française de la Fiat 500 Topolino A conçue par les ingénieurs de Fiat à Turin quelques années avant la Seconde Guerre mondiale.

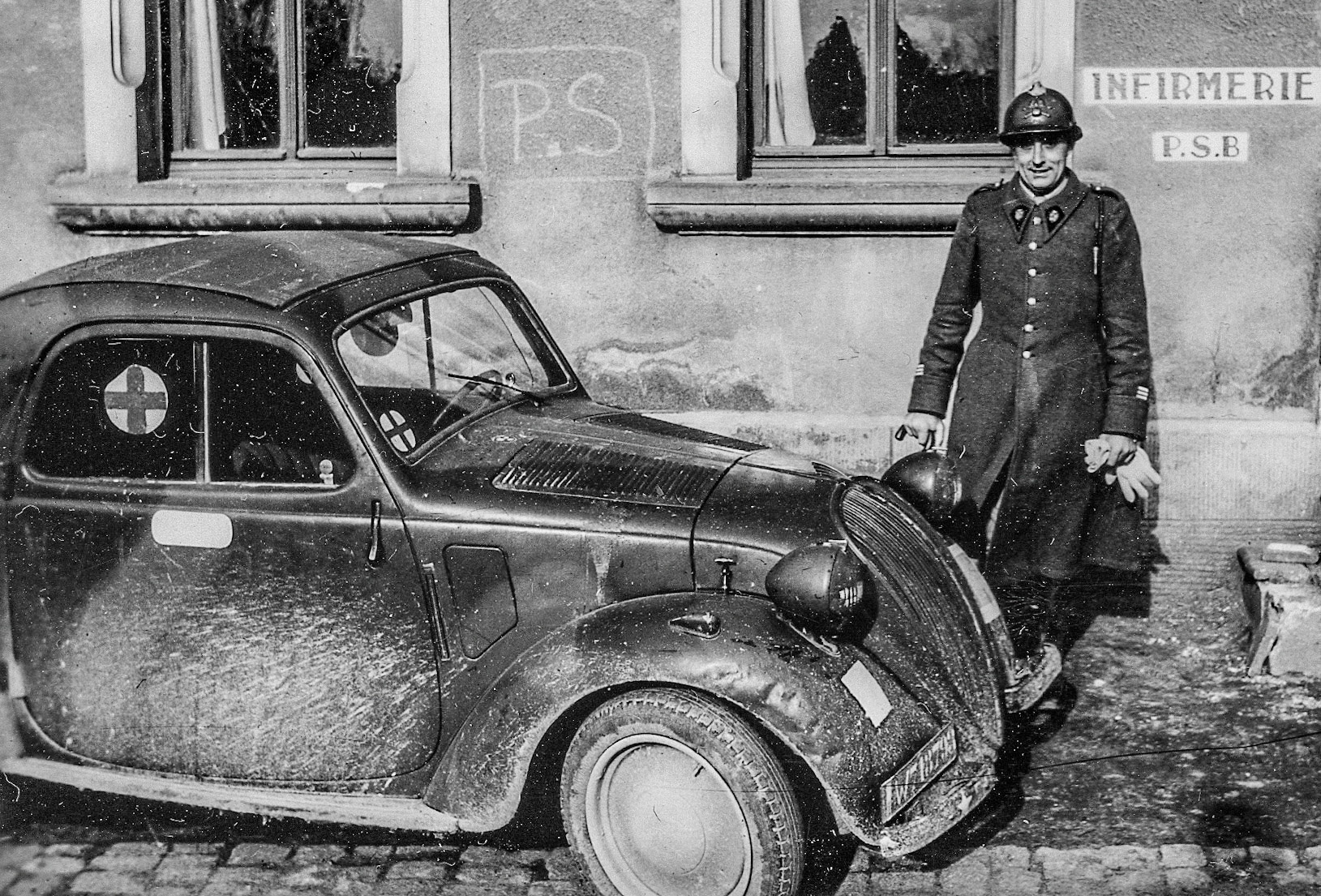
Dans l'armée française en 1940.
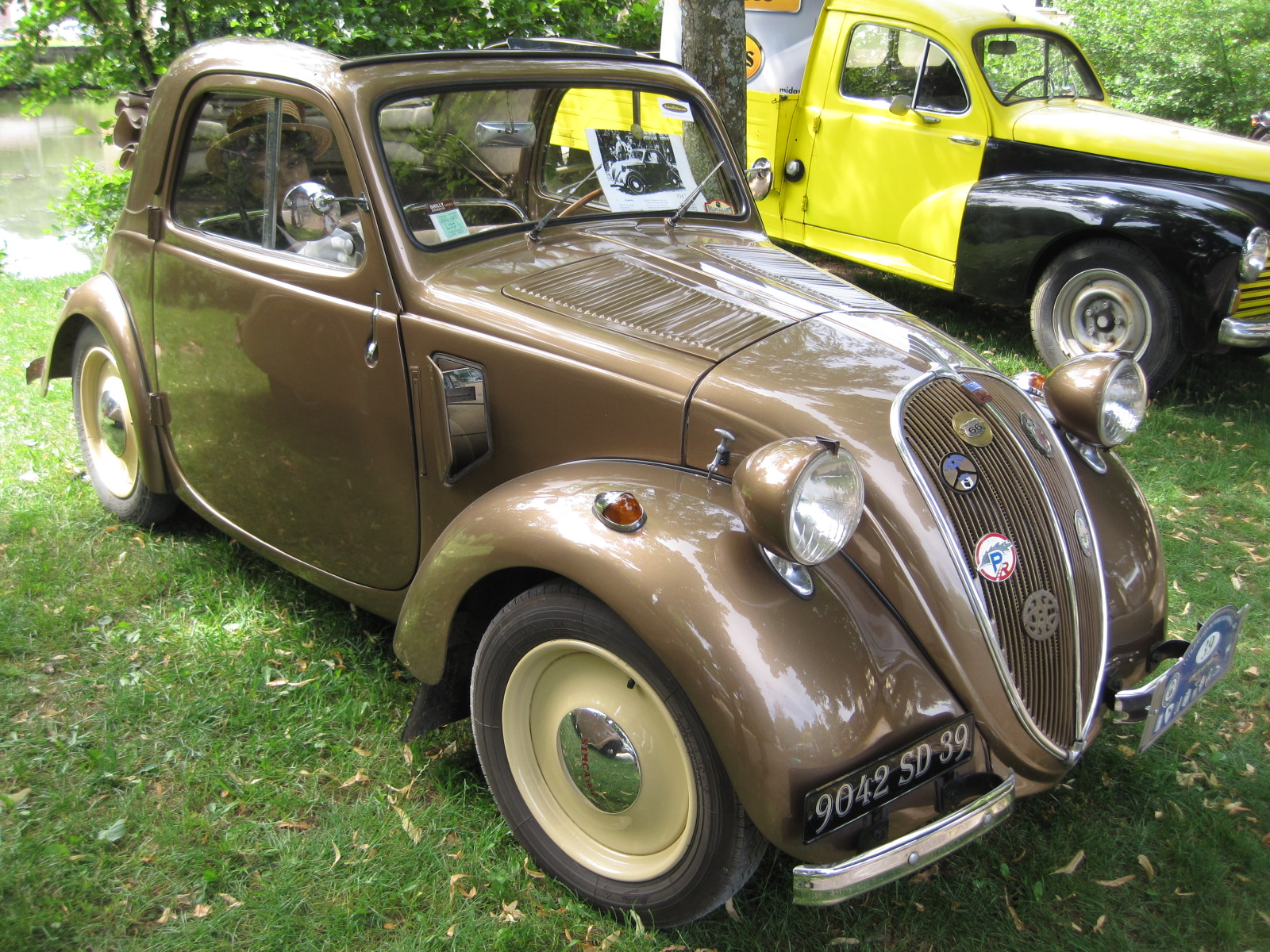
Simca 5 découvrable.
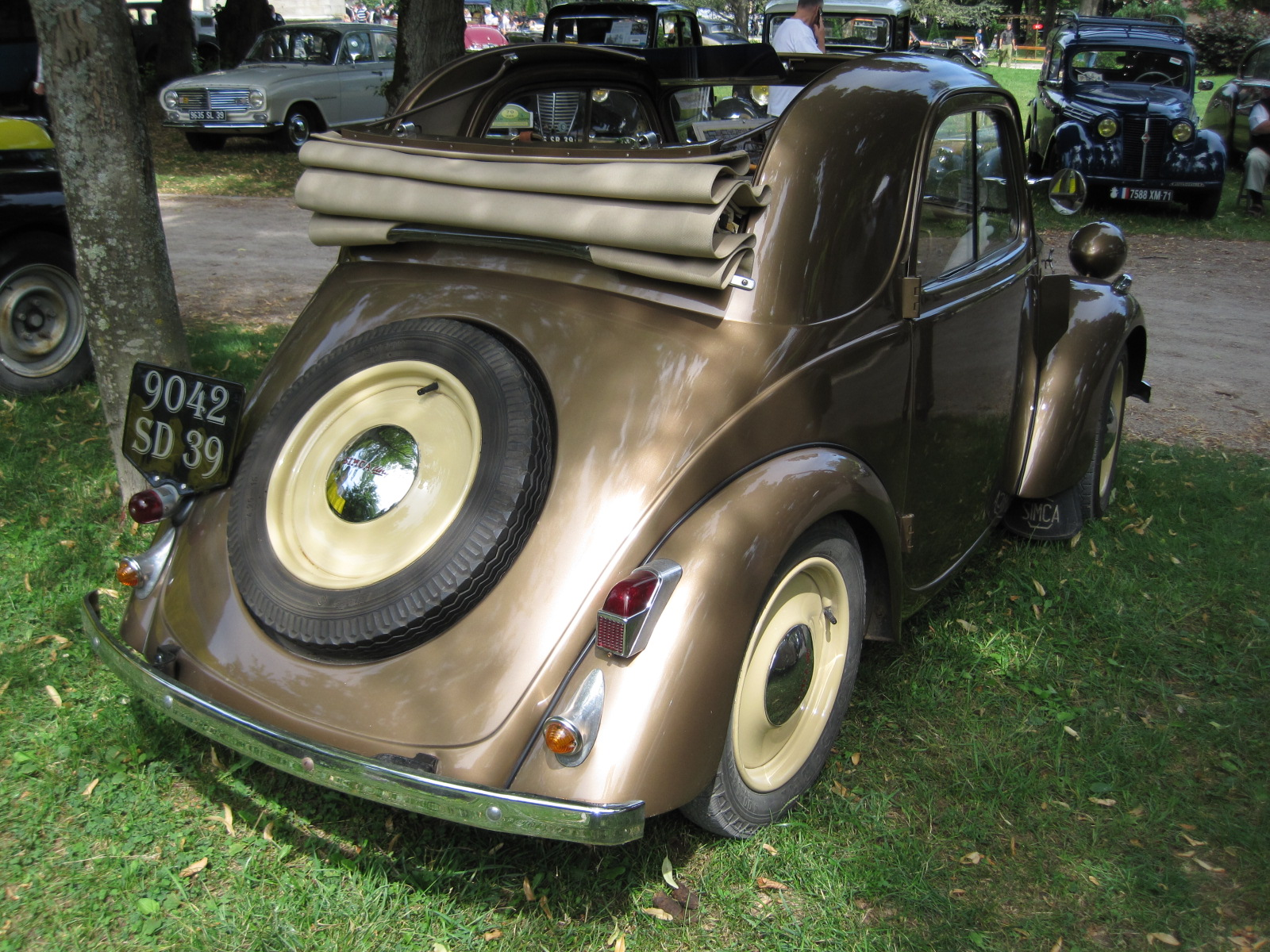
Simca 5 découvrable.

Fabriquée à Nanterre dans la première usine Simca-Fiat à partir de l'été 1935, elle est présentée au public le 10 mars 1936, trois mois avant la version italienne, et produite à 46 472 exemplaires avec :
- roues avant indépendantes ;
- boîte de vitesses à quatre rapports ;
- freins hydrauliques à tambours sur les quatre roues ;
- batterie 12 V.

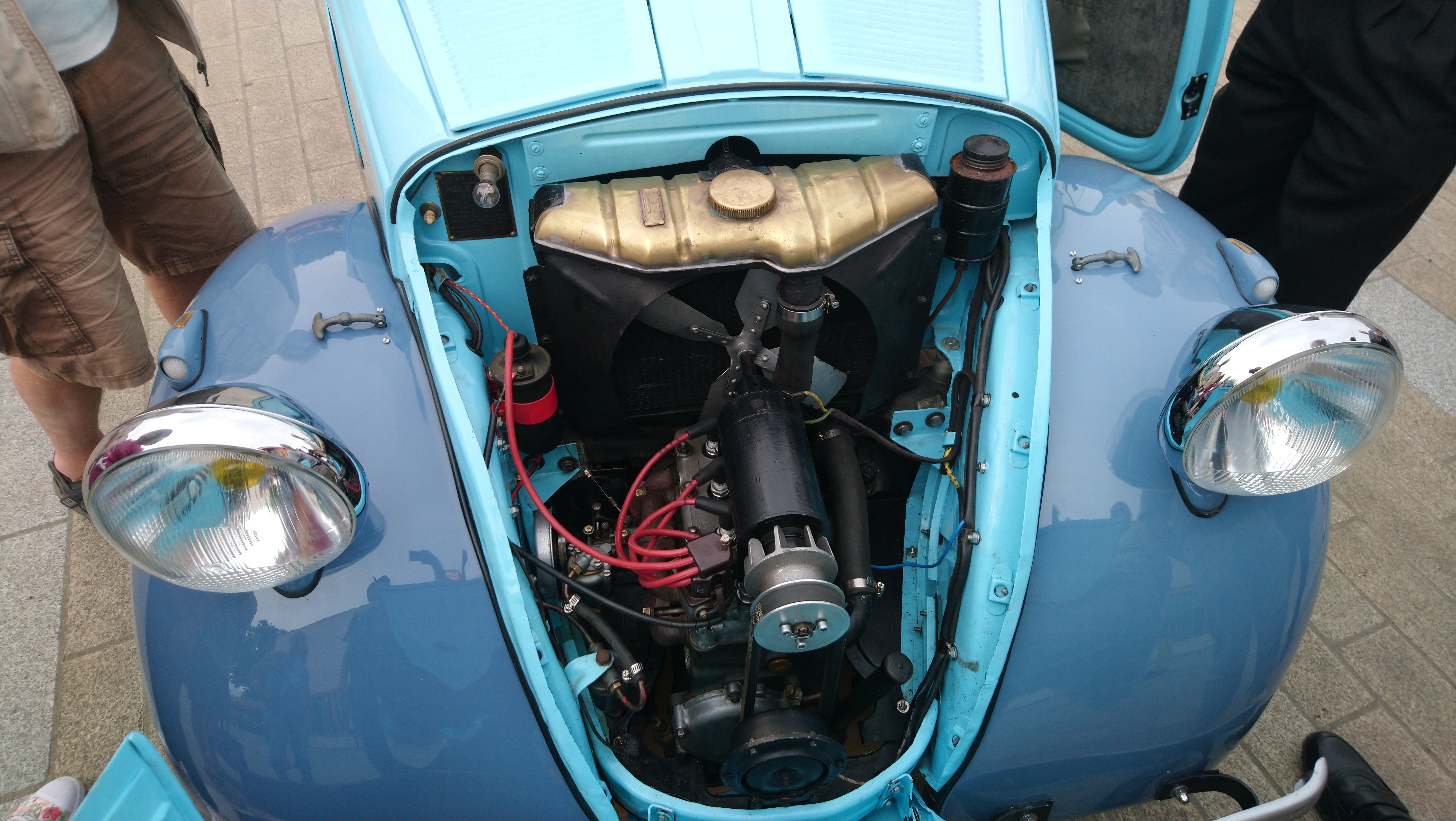
Moteur en porte-à-faux, radiateur au-dessus de l'essieu avant.

La direction de Simca explique alors : « Nous sommes en avance sur les désirs exprimés de l'autre côté du Rhin », en faisant allusion à la future « Coccinelle » allemande de Volkswagen qui sortira seulement en 1938 et connaîtra aussi une brillante carrière.
La Simca 5 berline sera commercialisée en versions Luxe, à 10 900 Francs, Grand Luxe (12 500 Francs), et Découvrable (12 950 Francs). Une version Standard, sans pare chocs ni roue de secours, fut également proposée de façon éphémère à 9 900 Francs.

## Test des 5 litres
Avec cinq litres d'essence, la Simca 5 se distingue tout particulièrement en effectuant 160 km à la moyenne horaire imposée de 45 km/h, soit une consommation moyenne de 3,1 L/100 km.
Ce record de consommation sera confirmé à l'occasion de deux nouvelles épreuves contrôlées par l'ACF (Automobile Club de France) : un Paris-Madrid aller et retour avec une consommation moyenne de 3,6 litres sur un trajet de 2500 kilomètres et une ronde de vitesse sur le circuit de Montlhéry, où la voiture couvre plus de 105 kilomètres en une heure.
Quelques mois avant le Salon de l'automobile de Paris, Simca organise une opération où une Simca 5 parcourt 50 000 km au rythme de 1 000 km par jour. Elle ne consomme que 4,87 l/100 km, à une moyenne horaire de 43,34 km/h.

## La version utilitaire

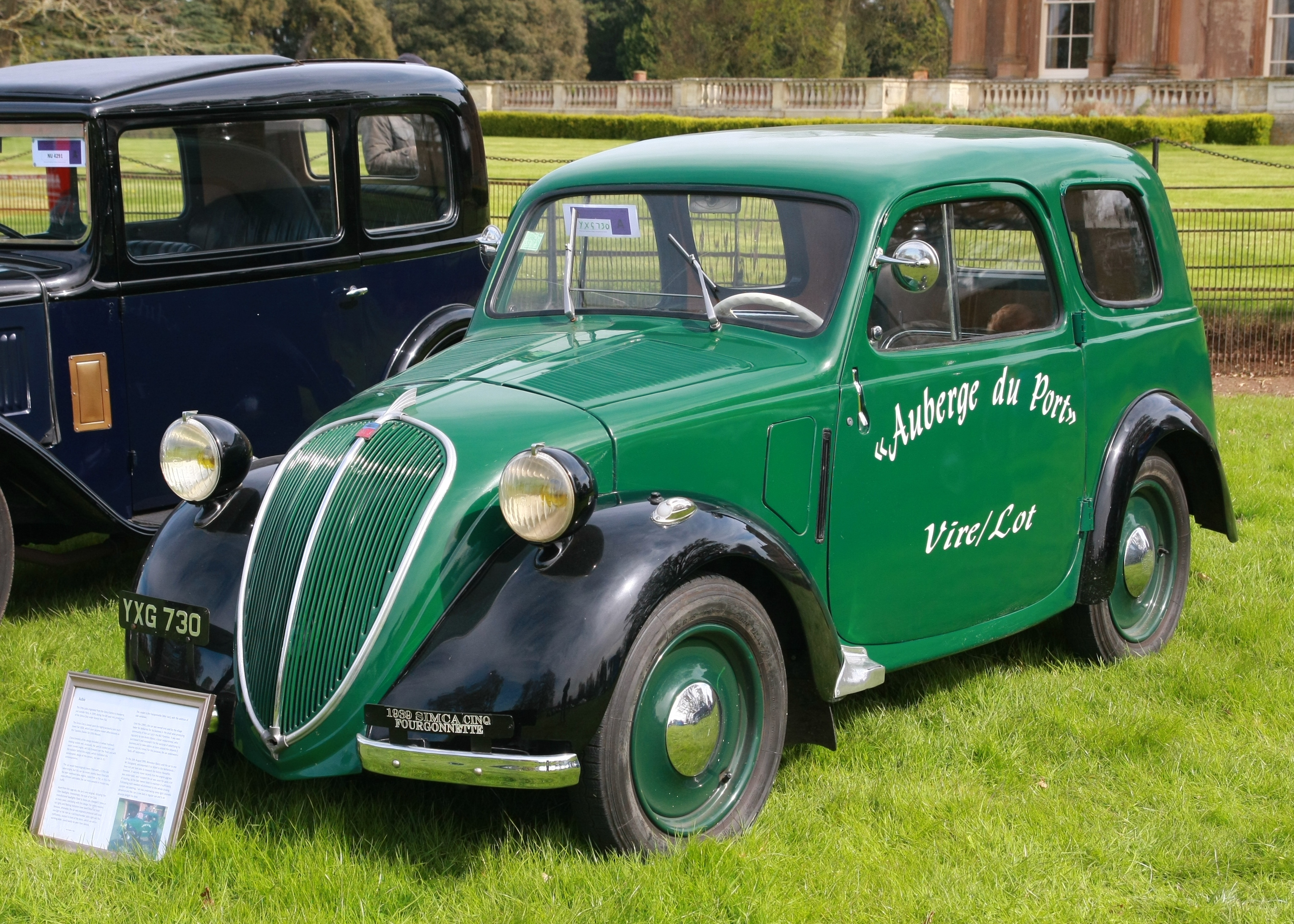
Simca 5 Fourgonnette.

La Simca 5 a aussi été déclinée en version fourgonnette. Lancée au Salon de l'automobile de Paris en octobre 1937, elle remplacera la fourgonnette 6 CV qui termine sa dernière année de production. Surtout destiné aux artisans, ce nouveau petit utilitaire de 250 kg de charge utile offre 1 m3 de volume. Il était apprécié par les commerçants et par la Poste qui l’utilisa beaucoup dans les villes.
Comme pour la berline, la fabrication a été interrompue durant la Seconde Guerre mondiale mais, lors de la reprise de la production en 1946, la fourgonnette Simca 5 sera au rendez-vous. Elle arborera d'abord le sigle « GFA - Générale Française Automobile » jusqu’à la disparition de celle-ci. On notera les feux de position placés sur les ailes avant, rendus obligatoires par le code de la route français.
La production de la Simca Cinq fourgonnette prendra fin en février 1949. Elle sera remplacée par la Simca 6.

## En compétition: la Simca 5 Gordini

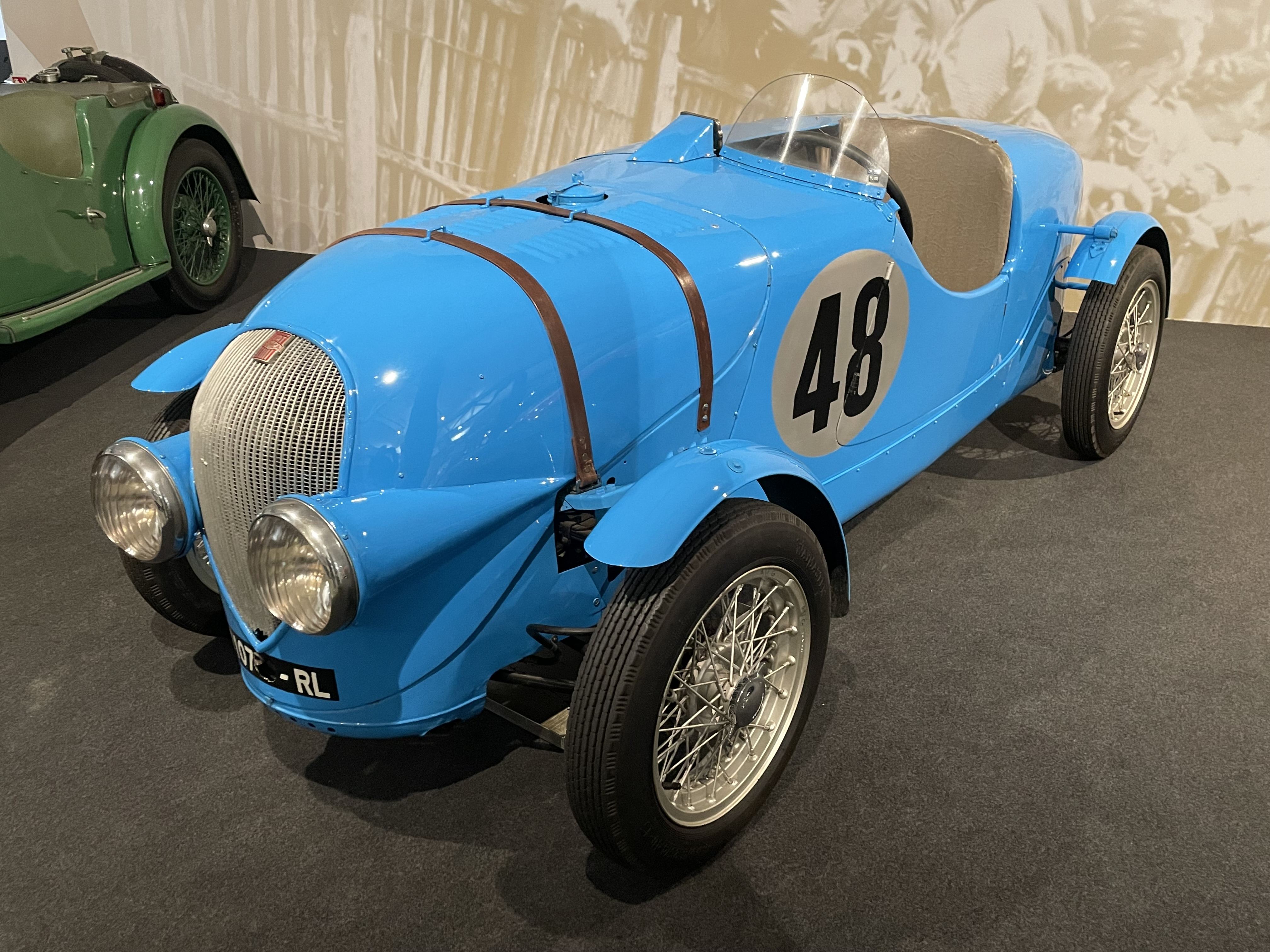
Simca 5 Gordini (1937).

La Simca 5 dans une version sportive préparée par Amédée Gordini a participé au 24 Heures du Mans en 1937, 1938 et 1939, remportant la première place de sa catégorie (moins de 750 cm3).
Dans cette version, habillée d'une carrosserie en "barquette", la puissance du moteur est portée à 23 ch, et le poids abaissé à 450 kg.